# Biscoe (North Carolina)
Biscoe is een plaats (town) in de Amerikaanse staat North Carolina, en valt bestuurlijk gezien onder Montgomery County.

## Demografie
Bij de volkstelling in 2000 werd het aantal inwoners vastgesteld op 1700.
In 2006 is het aantal inwoners door het United States Census Bureau geschat op 1732, een stijging van 32 (1,9%).

## Geografie
Volgens het United States Census Bureau beslaat de plaats een oppervlakte van
5,1 km², geheel bestaande uit land. Biscoe ligt op ongeveer 129 m boven zeeniveau.

## Plaatsen in de nabije omgeving
De onderstaande figuur toont nabijgelegen plaatsen in een straal van 24 km rond Biscoe.